# Mylsk
Mylsk (ukr. Мильськ) – wieś w rejonie rożyszczeńskim obwodu wołyńskiego na Wołyniu. Ludność w roku 2001 wynosiła 466 osób.
Założony w 1812. Za II RP w Polsce, w województwie wołyńskim, w powiecie łuckim, w gminie Rożyszcze.
W 1941 w Mylsku urodziła się Helena Majdaniec, polska piosenkarka nazywana „królową twista”.